# Tiroler Staatsbahn
Die k.k. Tiroler Staatsbahn war eine Eisenbahngesellschaft in Österreich-Ungarn, die aus zwei getrennten Strecken bestand.

## K.k. Nordtiroler Staatsbahn (Kufstein–Innsbruck)
Die Trassenfestlegung für die Nordtiroler Staatsbahn von der Reichsgrenze bei Kufstein nach Innsbruck wurde von Carl Ritter von Ghega, der Vorstand der Generalbaudirektion war, persönlich vor Ort überprüft und geändert. So geht etwa die Errichtung des Innsbrucker Viaduktes statt eines davor geplanten Bahndammes auf ihn zurück.
Am 29. April 1853 wurde der Bau der Strecke Wörgl–Innsbruck, am 16. August 1854 der Bau von Kufstein bis Wörgl auf Staatskosten angeordnet.
Am 24. November 1858 wurde die Gesamtstrecke eröffnet.

## K.k. Südtiroler Staatsbahn (Bozen–Verona)
Für die Südtiroler Staatsbahn (Strecke Bozen–Verona) hatte ebenfalls Ghega die oberste Bauleitung inne. Die Herstellung wurde von Alois Negrelli von Moldelbe geleitet.
Der Streckenabschnitt Trient–Verona wurde am 23. März 1859 eröffnet. Am 16. Mai 1859 wurde der Streckenteil Bozen–Trient dem Betrieb übergeben.

## Weitere Geschichte
Der Lückenschluss durch die Brennerbahn von Innsbruck bis Bozen erfolgte erst am 17. August 1867.
Am 23. September 1858 wurde die Tiroler Staatsbahn an die Südbahn verkauft (Privatisierung). Der Staat führte noch bis zum 15. August 1859 den Betrieb auf Kosten der Südbahn.